# Kensington and Chelsea
Burgul regal Kensington and Chelsea este un burg londonez în vestul părții centrale a Londrei.
1. ↑   https://ons.maps.arcgis.com/home/item.html?id=a79de233ad254a6d9f76298e666abb2b Lipsește sau este vid: |title= (ajutor)